# Sopeña de Curueño
Sopeña de Curueño es una localidad española perteneciente al municipio de La Vecilla, en la provincia de León, comunidad autónoma de Castilla y León.

## Geografía
Se encuentra localizado en el lecho del valle del río Curueño, el cual bordea el pueblo, en la falda del monte Carabedo, algo que probablemente motivó el nombre del pueblo, Sopeña, (que significa ´bajo la peña´).

## Demografía
| 2000 |  | 2003 |  | 2006 |  | 2009 |  | 2017 |
| ---- |  | ---- |  | ---- |  | ---- |  | ---- |
| 61   |  | 56   |  | 60   |  | 62   |  | 66   |

## Escudo
El escudo del pueblo está dividido en tres estancias. 
En la parte superior dos cuartelones que recogen, en la derecha la espadaña de la Iglesia de la Natividad de Nuestra Señora, símbolo de la sobriedad y de la firmeza del pueblo. En la izquierda la Nogalona, que simboliza la continuidad y la lucha y esfuerzo a pesar de las dificultades, de los años y de la muerte que llega pero que nunca acaba de vencer.
En el cuartelón de abajo el paso del río por el puente de Sopeña, otra imagen de solidez frente a las frías y heladas aguas que llegan de la montaña leonesa. 
El paso del río semeja el paso del tiempo por el pueblo.
Todo ello bajo la corona del Reino de León.[cita requerida]

## Comunicaciones
El pueblo se encuentra conectado mediante la carretera vecinal 130-3; que comunica La Vecilla y Ambasaguas de Curueño. En La Vecilla se encuentra la carretera CL-626, o eje sub-cantábrico y también la estación de ferrocarril.